# 14967 Мадрид
14967 Мадрид (14967 Madrid) — астероїд головного поясу, відкритий 6 серпня 1997 року.
Тіссеранів параметр щодо Юпітера — 3,413.
Названий на честь столиці Іспанії та рідного міста одного з відкривачів (Рафаель Пачеко) міста Мадрид.